# Bricklink
 (mai 2025).
Si vous disposez d'ouvrages ou d'articles de référence ou si vous connaissez des sites web de qualité traitant du thème abordé ici, merci de compléter l'article en donnant les références utiles à sa vérifiabilité et en les liant à la section « Notes et références ».
BrickLink est un site web officiel d'achat et de vente de produits du groupe Lego (pièces, minifigurines, sets, catalogues, notices, autocollants...) neufs et d'occasion par des particuliers et des sociétés situés dans le monde entier.

## Histoire
Le site BrickLink a été créé par Daniel Jezek, décédé le 24 septembre 2010. Sa famille a continué à exploiter le site après sa mort jusqu'en juin 2013, quand le groupe de jeux vidéo coréen, Nexon, a racheté la plateforme en ligne[réf. souhaitée].
Le 26 novembre 2019, The Lego Group annonce le rachat de Bricklink.

## Principe
BrickLink est un site web se présentant comme une sorte de grand centre commercial virtuel et se repose sur le principe de boutiques virtuelles. Les vendeurs, particuliers ou sociétés, ont leur propre boutique et sont donc des vendeurs à part entière indépendants, ils sont libres d'établir leurs propres conditions de vente, catalogue, tarifs, mode et prix de livraison, moyens de paiement (Paypal, IBAN...), traitement des commandes. Ils restent toutefois régis par des règles établies par Bricklink. 
L'accès au site et boutiques y est gratuit et sans publicité. Un enregistrement reste toutefois nécessaire pour les acheteurs et pour la création d'une boutique. Pour acheter dans les boutiques Bricklink ou vendre depuis sa boutique, un compte, gratuit, doit donc être créé et nécessite ses coordonnées personnelles (adresse courriel, nom, adresse postale) pour l'envoi ou la réception des commandes. Les autres usagers n'ont pas accès à ces données, sauf s'il y a une commande entre eux.
Le mode de financement de BrickLink se fait sur les ventes réalisées (3 %), mais cela ne concerne que le vendeur qui, seul, paye les frais.
Une des fonctionnalités du site est le "price guide", qui répertorie les sets et pièces en ventes sur le site, dont leur prix affiché, ainsi que l'historique des ventes effectuées sur les 6 derniers mois. Ceci permet de révéler l'ampleur du phénomène de spéculation affectant l'univers de la marque car cette fonctionnalité met directement en avant la différence entre les prix demandés par les vendeurs et les prix auxquels ils sont réellement achetés.